# Горссен
Горссен (нід. Horssen) — село в нідерландській провінції Гелдерланд. Входить до муніципалітету Дрютен. Перша згадка про населений пункт датується 1242 роком.
До 1984 року мало статус окремого муніципалітету.

## Галерея

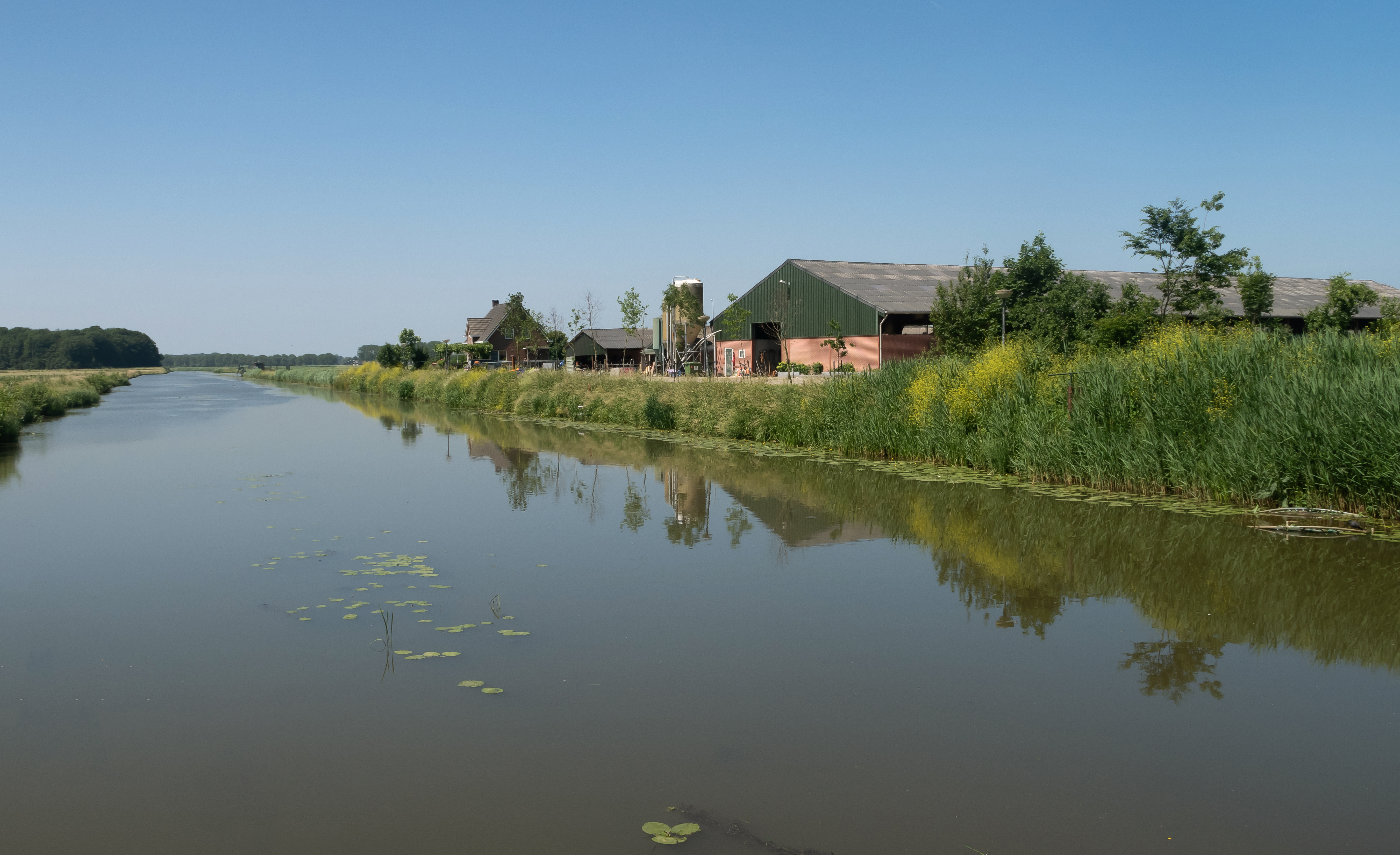
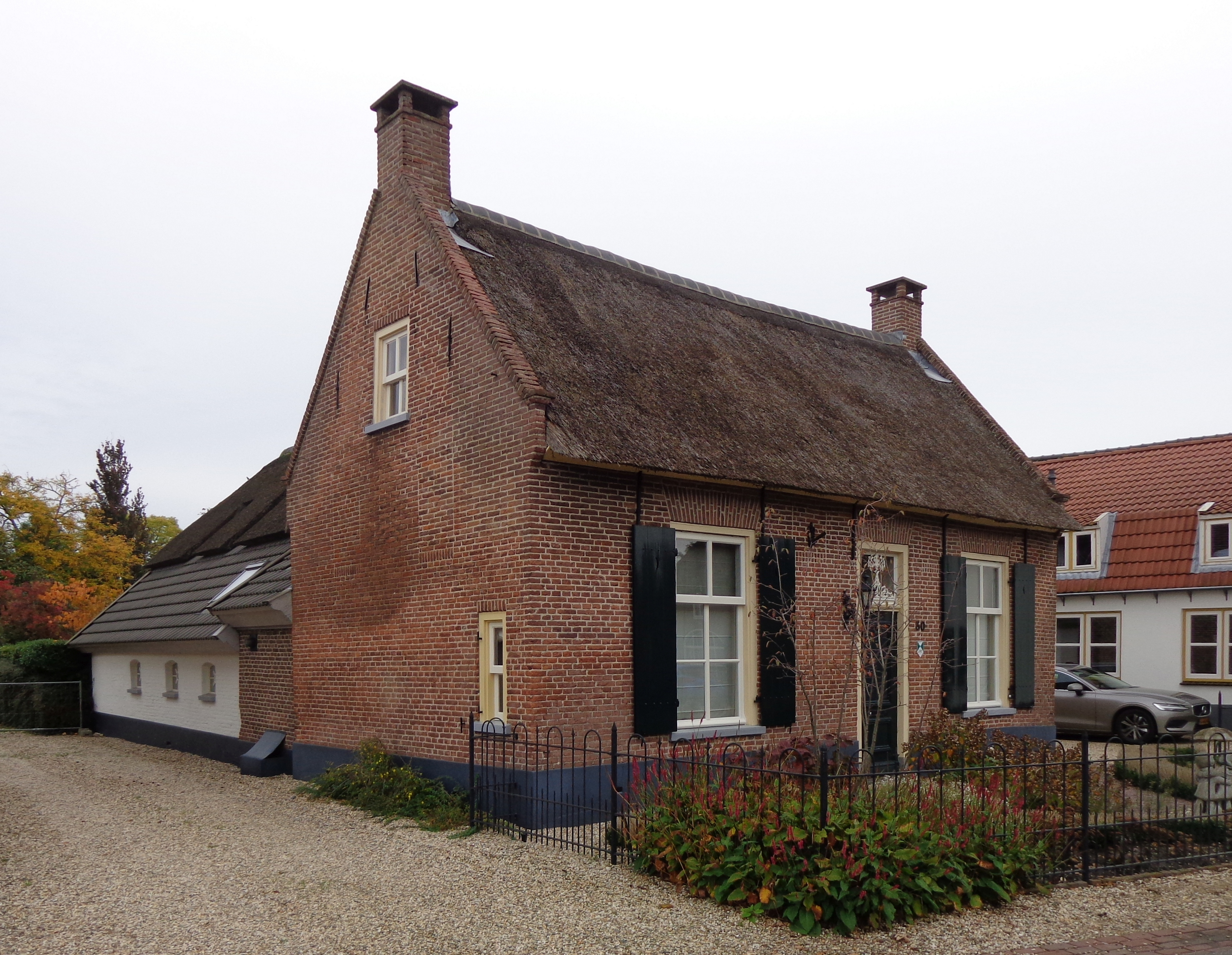
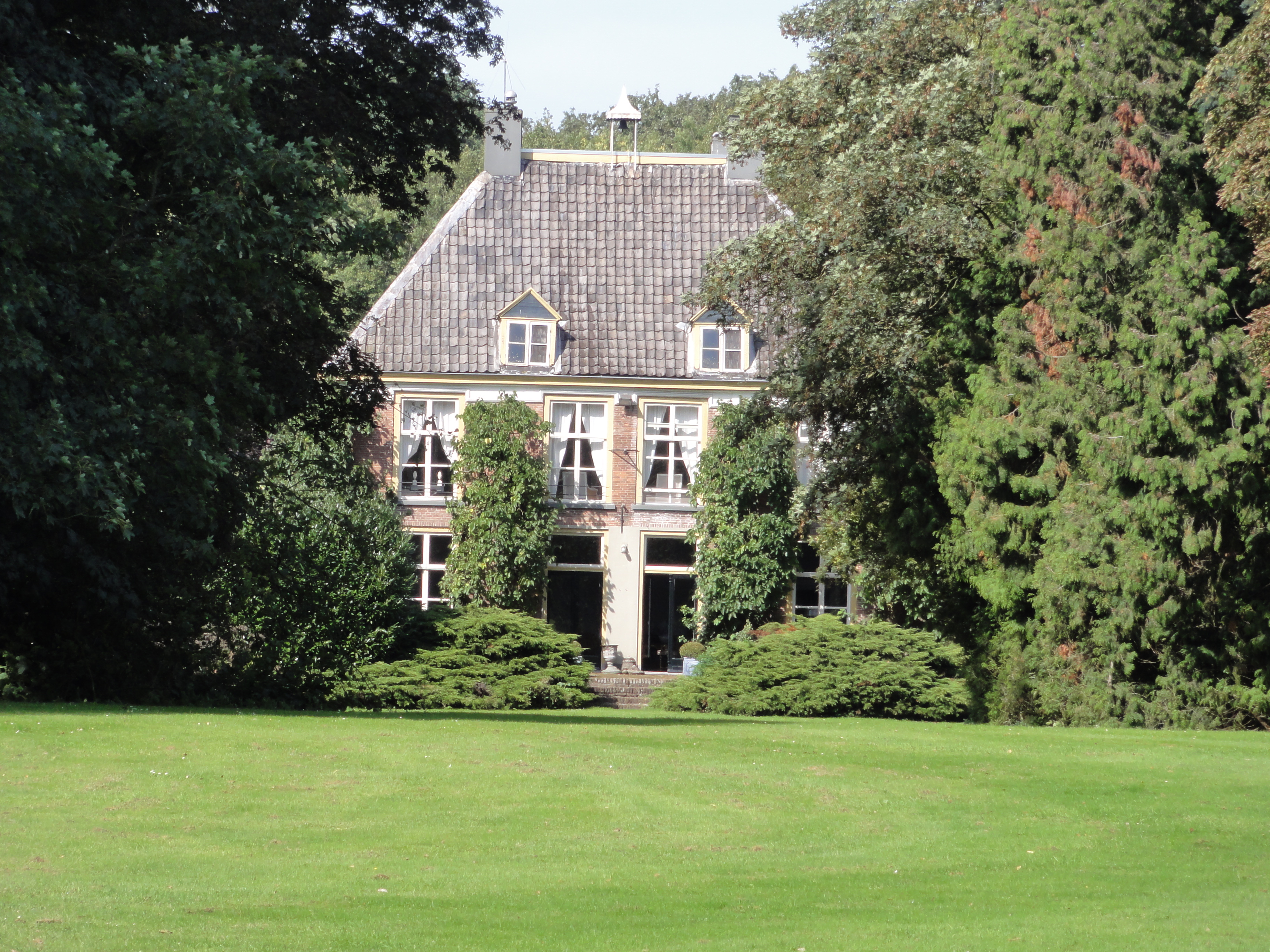
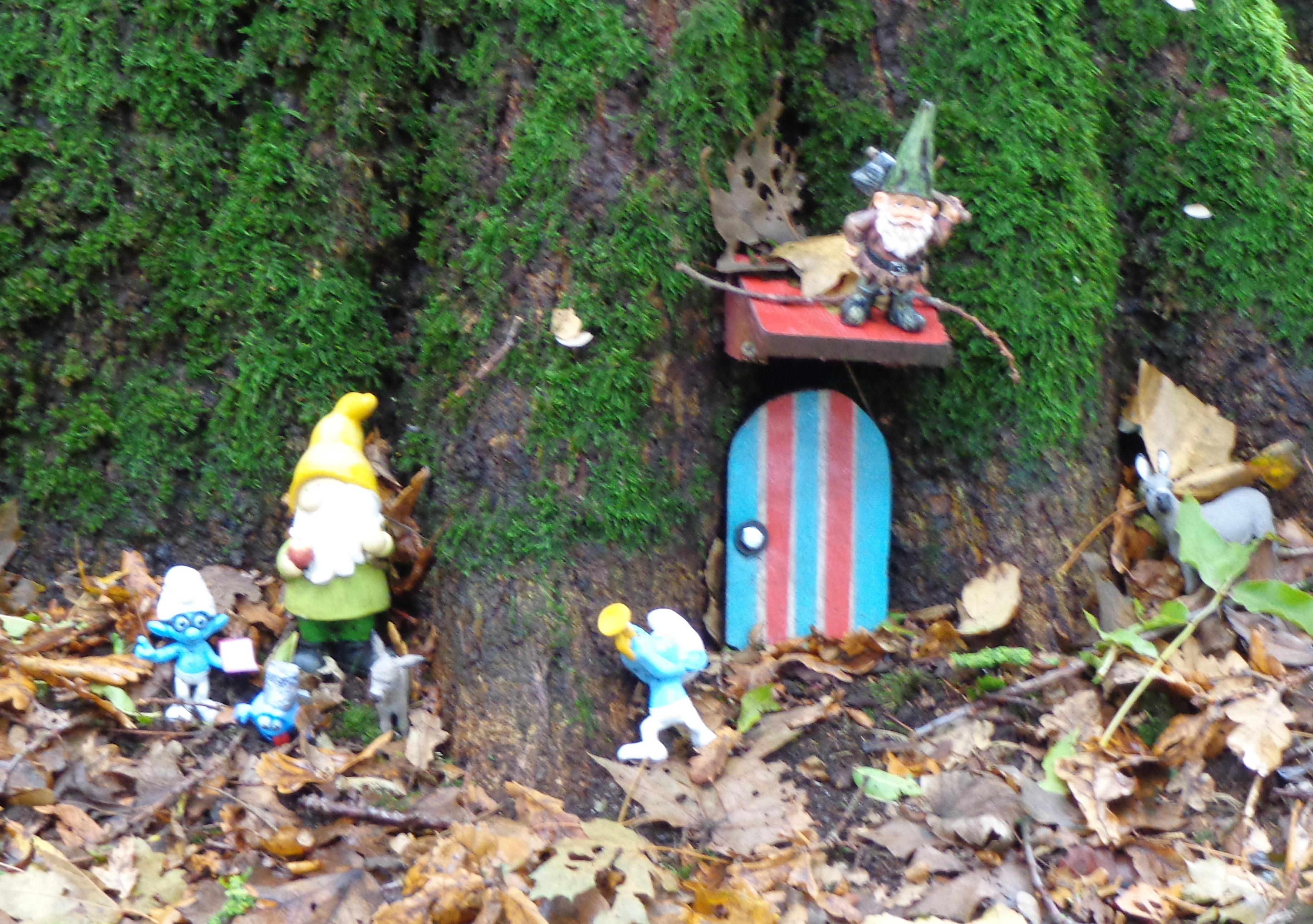

## Визначні уродженці
- Мерел Смулдерс (нар. 1998) — нідерландська велогонщиця, бронзова призерка Олімпійських ігор 2020[5].